# Palacete de Albors
El Palacete de Albors, (en valenciano: Palauet d'Albors) situado en la plaza Pintor Gisbert número 7 de la ciudad española de Alcoy (Alicante), Comunidad Valenciana, es un edificio residencial de estilo ecléctico y clasicista.
Es un edificio de carácter burgués construido en 1873 a instancias del empresario alcoyano Rigoberto Albors Monllor. El edificio da a la plaza de el Parterre. En la década de los 70 hubo una respuesta popular en Alcoy a favor de su conservación, objetivo que tuvo éxito. El palacio ha sido restaurado y en la actualidad alberga oficinas.
El edificio consta de planta baja, semisótano, tres alturas y buhardilla. La fachada es de piedra, con una decoración de estilo ecléctico con balaustradas y jarrones.